# Jörg Leichtfried (Musiker)

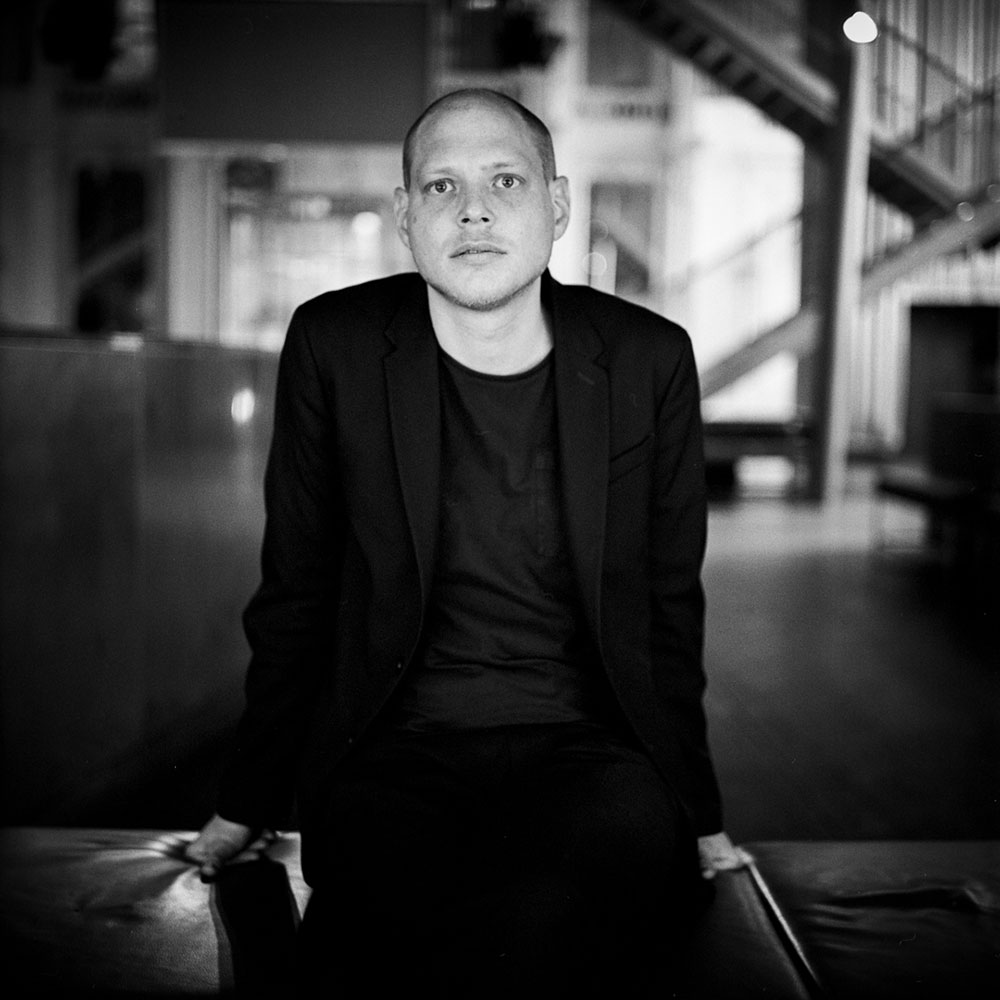
Jörg Leichtfried

Jörg Leichtfried (* 1984 in Waidhofen an der Ybbs, Niederösterreich) ist ein österreichischer Jazzpianist und Komponist.

## Werdegang
Leichtfrieds Musikausbildung begann früh und war zuerst rein klassisch. Im Alter von 13 Jahren begann er sich für Jazz zu interessieren. Später studierte er Jazz-Klavier Konzertfach an der Musik und Kunst Privatuniversität der Stadt Wien bei Oliver Kent. 2009 schloss er als Master of Arts mit Auszeichnung ab.
Jörg Leichtfried begann während des Studiums eine internationale Konzerttätigkeit. 2011 gründete er gemeinsam mit dem Wiener Mundharmonika-Virtuosen Bertl Mayer das Duo Mayer/Leichtfried. 2012 erschien deren Album Rooms. Ausgehend vom Start Stipendium des Bundesministeriums für Kunst und Kultur folgte 2013 ein längerer Arbeitsaufenthalt in New York. 2014 erschien Magicians, Sound and Other Beauties, Leichtfrieds zweites Album unter eigenem Namen. Diese Produktion ging aus dem Jörg Leichtfried Trio, mit den Musikern Andreas Waelti (Bass) und Vladimir Kostadinovic (Schlagzeug), hervor. 2017 gründete Leichtfried ein neues Trio Projekt namens Esja, mit Hubert Bründlmayer (Schlagzeug) und Štefan „Pišta“ Bartus (Bass). Mehrmals erhielt er Kompositionsaufträge des Landes Niederösterreich und der Kulturabteilung der Stadt Wien. 2020 legte er das (mit Alexander Wladigeroff, Trompete, Georg Buxhofer, Kontrabass, und Daniel Aebi, Schlagzeug entstandene) Album Misery Is Wasted on the Miserable  vor. Seine Arbeit wurde 2024 mit dem Staatsstipendium für Komposition ausgezeichnet.
Leichtfried unterrichtete bis 2018 am Prayner Konservatorium für Musik und dramatische Kunst in Wien. Als Gastdozent war er ebenfalls am SET Wien tätig. Seit 2019 ist Leichtfried Dozent für Jazz-Klavier an der JAM MUSIC LAB Private University.

## Auszeichnungen
- 2021: Niederösterreichischer Kulturpreis – Anerkennungspreis in der Kategorie Musik[2]